# Yahoo! Mail
Yahoo! Mail – usługa poczty elektronicznej oferowana przez amerykańską firmę Yahoo!. Serwis jest darmowy do użytku osobistego, z opcją płatnej subskrypcji miesięcznej za dodatkowe funkcje. Poczta biznesowa była wcześniej dostępna pod marką Yahoo! Small Business, zanim na początku 2022 roku przeszła pod Verizon Small Business Essentials. Uruchomiony 8 października 1997 roku, Yahoo! Mail miał w lutym 2017 roku 225 milionów użytkowników.
Użytkownicy mają możliwość dostępu i zarządzania swoimi skrzynkami pocztowymi za pomocą interfejsu webmail, dostępnego przez standardową przeglądarkę internetową. Niektóre konta obsługują także standardowe protokoły pocztowe (POP3 i SMTP). Od 2015 roku użytkownicy mogą również podłączyć do klienta webmail konta e-mail niezwiązane z Yahoo!.